# Benzodiazepina
Las benzodiacepinas o benzodiazepinas son medicamentos psicotrópicos (actúan sobre el sistema nervioso central) con efectos sedantes, hipnóticos, ansiolíticos, antiepilépticos, amnésicos y miorrelajantes. Se usan en medicina para tratar el trastorno de ansiedad, el insomnio y otros trastornos del estado de ánimo, así como las epilepsias, los síndromes de abstinencia alcohólica y los espasmos musculares. También se usan en ciertos procedimientos invasivos como la endoscopia o en odontología cuando el paciente presenta ansiedad o para inducir sedación y anestesia. Los individuos que abusan de drogas estimulantes con frecuencia se administran benzodiacepinas para «calmar» su estado anímico. A menudo se administran para tratar los estados de pánico causados por las intoxicaciones por alucinógenos.

La denominación de estos compuestos suele caracterizarse por las terminaciones -lam (triazolam, oxazolam, estazolam, alprazolam, midazolam) y -pam (diazepam, lorazepam, lormetazepam, bentazepam, flurazepam, flunitrazepam, clonazepam). No obstante, hay excepciones como el clorazepato dipotásico (Tranxilium) o el clordiazepóxido (Librium). El término «benzodiacepina» se refiere a la porción en la estructura química de estos medicamentos compuesto por el anillo de benceno unido a otro anillo de siete miembros heterocíclicos llamado diazepina.
En el uso clínico las benzodiacepinas producen efectos cualitativos muy similares una de la otra. Sin embargo, existen importantes diferencias cuantitativas en sus propiedades farmacocinéticas y farmacodinámicas, las cuales han sido la base de sus variados patrones de aplicación terapéutica. Las benzodiacepinas pueden causar tolerancia, dependencia y adicción.

## Historia

Estructura química del diazepam, una de las benzodiazepinas más conocidas.

En 1960, alentados por el éxito de fármacos como la clorpromazina (Thorazin) a mediados de la década de 1950 (un antagonista de la dopamina con efectos antipsicóticos, antiserotoninérgicos, anticolinérgicos y antihistamínicos para uso en pacientes con esquizofrenia), la rama de la compañía laboratorios Roche llamada Nutley, con base en Nueva Jersey, pidió al químico Leo Sternbach (1908-2005) que emprendiera la búsqueda de otros compuestos innovadores. Nacido en Abbazia en la península de Istria en el mar Adriático, entonces parte de Austria (región actualmente controlada por Croacia), Sternbach había estado trabajando para Roche en Basilea cuando comenzó la Segunda Guerra Mundial. Tras estos hechos, por cuestiones de seguridad, la compañía lo mandó a él y otros científicos judíos a su rama en Estados Unidos. En Nutley, como líder del grupo de investigación en química orgánica, creó en 1955 la clase de compuestos conocidos como benzodiazepinas, siendo la primera de estas, el clordiazepóxido —conocida también como benzodiazepina 1,4 por la ubicación de los átomos de nitrógeno en estas posiciones del anillo de diazepina— fue patentada en 1959 y comercializada con el nombre de Librium (nombre derivado de las sílabas finales de equilibrium) en 1960. Las “benzos” fueron una clase de fármacos con mucho éxito debido a que actuaban de manera efectiva tratando los síntomas de la ansiedad, la ansiedad mezclada con depresión, y otras afecciones, mientras que al mismo tiempo su acción era comparativamente segura. Aunque posteriormente se reconoció su potencial para generar adicción, aún no es del todo claro qué tan adictivas son en comparación con otras clases de compuestos psicoactivos.
En 1963, Roche lanzó la benzodiazepina que se convirtió en el fármaco más exitoso en la historia de la farmacología para el final de la década de 1960: el Valium (nombre genérico, diazepam). El diazepam fue comercializado en todo el mundo bajo más de 87 marcas diferentes y su consumo permeó hasta la cultura popular siendo el tema central de una canción de Mick Jagger para los Rolling Stones titulada «Mother's Little Helper» («El pequeño ayudante de mamá», en español). Para 1971, Librium y Valium contribuyeron con 200 millones de dólares en ventas del total de 280 millones de dólares que tuvo la farmacéutica en los Estados Unidos ese año. La revista Fortune llamó a este par de fármacos “el mayor éxito comercial en la historia de los medicamentos con prescripción”. Para 1977, cerca de 880 toneladas de benzodiazepinas eran consumidas anualmente en los EE. UU.
Entre otras benzodiazepinas populares, con base en el año de patente (el año en que entraron al mercado en EE. UU. está en paréntesis), se encuentran:
- 1963: flurazepam (comercializada por Roche como Dalmane en 1970).
- 1963: lorazepam (comercializada por Wyeth como Ativan en 1977).
- 1963: flunitrazepam (comercializada por Roche como Roipnol en Italia en 1976; sin licencia para venta en EE. UU.).
- 1964: clonazepam (comercializada por Roche como Clonopin en 1975).
- 1965: temazepam (comercializada por Sandoz como Restoril en 1981).
- 1965: oxazepam (comercializada por Wyeth como Serax en 1965).
- 1970: triazolam (comercializada por Upjohn como Halcion en 1982).
- 1970: alprazolam (comercializada por Upjohn como Xanax en 1981).

En abril de 1977, Richard F. Squires (1933-), un científico en A/S Ferrosan Research Laboratories en Søborg, Dinamarca, con la ayuda de Claus Braestrup (1945-), entonces un estudiante de doctorado trabajando y estudiando en Ferrosan, anunciaron en Nature que tenían evidencia de la existencia de un solo receptor en las membranas cerebrales para diazepam. Este descubrimiento inicial de un receptor para benzodiazepina fue seguido, en noviembre, por un hallazgo similar de Hanns Möhler (1940-), un bioquímico de Roche en Basilea y profesor en la Universidad de Freiburg, y Toshikazu Okada, un farmacólogo en el del Nippon-Roche Research Center, en la ciudad de Kamakura, Japón. Lograr encontrar un sitio de unión específico para las benzodiazepinas ayudó a explicar el mecanismo de acción de estos fármacos.
Para 1990, había más de cien diferentes benzodiazepinas en el mercado mundial y virtualmente sustituyeron al consumo de barbitúricos en el campo de la psiquiatría como los hipnóticos y sedativos de primera elección.

## Farmacología
Las benzodiazepinas se pueden administrar por vía oral y algunas de ellas por vía intramuscular e intravenosa. La semivida de estos fármacos varía de 2 horas, como en el caso del midazolam y el clorazepato, o hasta 74 horas en el flurazepam. Basado en su semivida, las benzodiazepinas se dividen en cuatro grupos:
- Compuestos de duración ultra-corta, con una semivida menor de 6 horas.
- Compuestos de duración corta, tienen una semivida menor de 12 horas y tienen pocos efectos residuales al tomarse antes de acostarse en la noche, aunque su ingesta regular puede conducir a insomnio de rebote[12] y ansiedad al despertar.
- Compuestos intermedios, tienen una semivida entre 12 y 24 horas, pueden tener efectos residuales durante la primera mitad del día y el insomnio de rebote tiende a ser más frecuente al interrumpir su ingesta. Se presentan también síntomas de abstinencia durante el día con el consumo prolongado de esta clase de benzodiazepinas.
- Compuestos de acción larga, tienen una semivida mayor de 24 horas.[13] Los fuertes efectos sedantes tienden a perdurar durante el día siguiente si se usan con el fin de tratar el insomnio.

Las benzodiazepinas pueden acumularse en el cuerpo. La semivida de eliminación varía grandemente entre un individuo y el otro, especialmente entre pacientes de la tercera edad. Los compuestos de acción corta tienen mejores resultados como hipnóticos, mientras que los de larga duración se prefieren por sus efectos ansiolíticos.

### Farmacocinética
Todas las benzodiazepinas son, en esencia, absorbidos completamente, con la excepción del clorazepato, el cual es descarboxilado por el jugo gástrico antes de su completa absorción. Las benzodiazepinas y sus metabolitos activos se unen a proteínas plasmáticas en un rango entre 70 y 90 % y no se han reportado ejemplos de competición con otros medicamentos por esas proteínas. Las benzodiazepinas se metabolizan extensamente por sistemas enzimáticos microsomales del hígado. Esto mediante las enzimas del citocromo P450 microsómicas, concretamente la CYP3A4, y después se excretan en la orina en forma de glucurónidos o metabolitos oxidados. Esa biotransformación hepática de las benzodiazepinas ocurre en tres pasos, el primero una reacción que modifica o remueve el sustituyente que por lo general se encuentra en la posición 1 o 2 del anillo de diazepina, la segunda es una reacción de hidroxilación en la posición 3 produciendo el metabolito activo y, finalmente, una tercera reacción de conjugación principalmente con ácido glucurónico.

## Mecanismo de acción
Las benzodiazepinas son agentes depresores del sistema nervioso más selectivos que otros fármacos como los barbitúricos, actuando, en particular, sobre el sistema límbico. Las benzodiazepinas comparten estructura química similar y tienen gran afinidad con el complejo de receptores benzodiazepínicos en el sistema nervioso central (SNC). Estructuralmente, las benzodiazepinas presentan un anillo de benceno con seis elementos, unido a otro anillo de diazepina con siete elementos. Cada benzodiazepina específica surgirá por sustitución de radicales en diferentes posiciones.
En cuanto a los receptores específicos en el SNC para las benzodiazepinas, éstos forman parte del complejo ácido gamma-aminobutírico (GABA). El GABA es un neurotransmisor con prolífica acción inhibitoria, y sus receptores forman parte de un sistema bidireccional inhibitorio conectado entre diversas áreas del SNC. Las benzodiazepinas potencian la acción inhibitoria mediada por el GABA. Los receptores de las benzodiazepinas se distribuyen por todo el cerebro y la médula espinal; también se encuentran en las glándulas adrenales, riñones, glándula pineal y plaquetas.
Las benzodiazepinas se unen en la interfase de las subunidades α y γ del receptor GABA A, el cual tiene un total de 14 variantes de sus 4 subunidades. La unión de una benzodiazepina al receptor GABA requiere también que las unidades α del receptor GABAA (es decir, α1, α2, α3 y α5) contengan un residuo aminoácido de histidina. Por esta razón las benzodiazepinas no muestran afinidad por las subunidades α4 y α6 del receptor GABAA que contienen arginina en vez de histidina. Otras regiones del receptor GABAA liga a neuroesteroides, barbitúricos y ciertos anestésicos. Los receptores GABAB asociados a proteína G no son alteradas por las benzodiazepinas.
Para que los receptores GABAA respondan a la acción de las benzodiazepinas, necesitan tener tanto una subunidad α como una subunidad γ, puesto que las benzodiazepinas se unen en la interfase de ambas subunidades. Una vez ligadas, las benzodiazepinas cierran al receptor en una configuración que le da al neurotransmisor GABA una mayor afinidad por el receptor, aumentando la frecuencia de apertura del asociado canal iónico de cloro e hiperpolarizando la membrana celular. Esto potencia el efecto inhibitorio del GABA, produciendo efectos sedativos y ansiolíticos. Cada benzodiazepina tiene una afinidad diferente por el receptor GABAA con sus subunidades. Por ejemplo, las benzodiazepinas con alta afinidad a nivel de la subunidad α1 se asocian con sedación, mientras que los que tienen una mayor afinidad por los receptores que contengan la subunidad α2 y/o α3 tienen una buena actividad ansiolítica. Las benzodiazepinas también se unen a la membrana de las células gliales. A dosis hipnóticas, las benzodiazepinas no tienen efectos sobre la respiración en individuos sanos. En pacientes con enfermedades pulmonares como las enfermedades obstructivas, a grandes dosis de benzodiazepinas, como las usadas para las endoscopias, se nota una leve depresión de la ventilación alveolar produciendo acidosis respiratoria a expensas de una hipoxia y no una hipercapnia. Más aún, las dosis leves de benzodiazepinas a menudo empeoran trastornos respiratorios nocturnos.
Las benzodiazepinas son agonistas completos a nivel de su receptor celular en la producción de propiedades sedantes y ansiolíticos. Los compuestos que se unen a los receptores benzodiazepínicos y potencian la función del receptor GABA se denominan agonistas de los receptores benzodiazepínicos y, por ende, tienen propiedades sedativas e hipnóticas. Los compuestos que, en ausencia del agonista, no tienen acción aparente pero que inhiben competitivamente la unión del agonista a su receptor se denominan antagonistas del receptor benzodiazepínico. Los ligandos que disminuyen la función del GABA al unirse al receptor reciben el nombre de agonistas inversos del receptor benzodiazepínico.
Algunos compuestos tienen acciones intermedias entre un agonista completo y un antagonista completo y se denominan agonistas o antagonistas parciales. El interés en los agonistas parciales del receptor benzodiazepínico radica en evidencias de que con ellos no ocurre un efecto completo de tolerancia con la ingesta muy recurrente, es decir, los agonistas parciales muestran propiedades ansiolíticos con una reducida cantidad de sedación y menores problemas con dependencia y trastornos de abstinencia.
Las propiedades anticonvulsivas de las benzodiazepinas puede que se deban en parte o enteramente a la unión con canales de sodio dependientes de voltaje, en vez de los receptores benzodiazepínicos. La continua generación de potenciales de acción a nivel de las neuronas parece verse limitado por el efecto de las benzodiazepinas al lograr recobrar lentamente de la inactivación a los canales de sodio.

## Fines terapéuticos

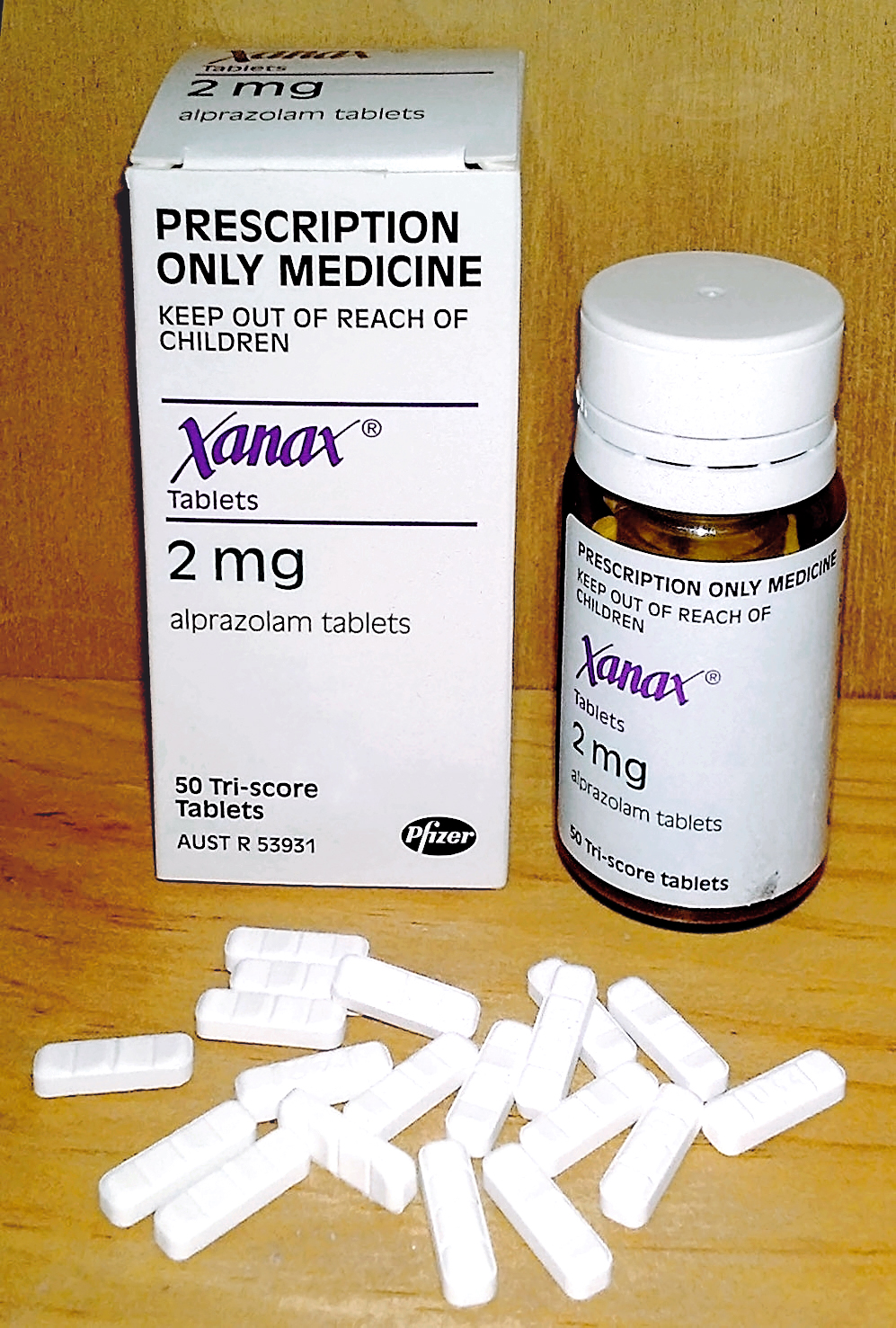
Xanax (alprazolam) 2 mg comprimidos

La familia de las benzodiazepinas incluye una gran cantidad de moléculas que comparten ciertas propiedades; terapéuticamente, se les ha asignado usos específicos, de acuerdo a las ventajas relativas que puedan mostrar unas respecto de otras. Por ejemplo, el clonazepam tiene un perfil muy eficaz como ansiolítico en el tratamiento de trastornos de pánico o ansiedad generalizada, además del uso tradicional como anticonvulsivo. El hecho de que sus propiedades hipnóticas, miorrelajantes y amnésicas sean relativamente más débiles que entre las otras benzodiazepinas, le confiere un perfil de efectos secundarios mejor tolerado cuando se utiliza como ansiolítico o anticonvulsivo. Por eso tiene esas indicaciones, mientras que, como miorrelajante, por ejemplo, suele optarse por el diazepam. Tanto el clonazepam como el diazepam son fármacos con una semivida de eliminación prolongada (más de 24 horas).
La larga permanencia de las benzodiazepinas en los tejidos puede representar un problema. El diazepam, por ejemplo, puede alcanzar semividas de eliminación superiores a las 100 horas. Incluso en caso de perfecto funcionamiento visceral, muchas benzodiazepinas se transforman en DMD (dimetildiazepina), que posee una semivida de 70 horas. En particular, en caso de embarazo, aunque se interrumpa su ingesta, la concentración del fármaco en plasma seguirá siendo elevada por varias semanas después de la concepción.
Para el tratamiento del insomnio a corto plazo suele recurrirse a benzodiazepinas de acción corta y ultra-corta, que promuevan una rápida conciliación del sueño (efectos hipnóticos), pero tengan una semivida relativamente breve en el organismo, de modo que no produzcan somnolencia residual al día siguiente, como el triazolam o el midazolam. Actualmente, tiende a utilizarse en estos casos una nueva clase de fármacos hipnóticos, relacionados funcionalmente con las benzodiazepinas, que incluyen al zolpidem, la zopiclona y el zaleplon.
Las benzodiazepinas (todas) bloquean el sueño profundo (fase IV del "slow wave sleep" o sueño de ondas lentas) y el sueño REM (o rapid eye movement, fase del sueño donde se observan movimientos oculares rápidos que es cuando soñamos o el sueño que recordamos). La fase IV del sueño de ondas lentas es importantísima debido a que es en esta fase del sueño donde se libera la hormona de crecimiento, garante de la inmunidad celular y de la reparación de los tejidos. También en esa fase descansan los núcleos de la vigilia sobre todo el A6 o locus coeruleus que tiene una función importante en el área cognitiva (reflexión, concentración, memoria, atención e intelecto). No conviene por lo tanto bloquear este tipo de sueño. El sueño REM también es muy importante porqué descansa en esta fase del sueño el hipocampo. A pesar de que estos medicamentos tienen un uso muy difundido al revisar sus mecanismos de acción y sus efectos adictivos lo más sensato es evitar su uso en el insomnio sobre todo en el que está relacionado con el stress desadaptado donde se encuentra disminuido el sueño profundo y aumentado el superficial (para que el animal esté "en alerta" durante el sueño). En estos casos las benzodiazepinas empeorarían el cuadro de estrés al terminar de apagar el sueño profundo.
En anestesia se utiliza el midazolam por vía endovenosa debido a su corta semivida para sedación en los procesos ligeramente dolorosos.

### Anticonvulsivos
Las benzodiazepinas son potentes anticonvulsivos y tienen propiedades que salvan la vida durante el manejo de un estatus epiléptico. Las benzodiazepinas más utilizadas para controlar un estatus epiléptico son: el diazepam y el lorazepam. Un metaanálisis de 11 ensayos clínicos concluyó que el lorazepan es superior que el diazepam en el tratamiento de epilepsias persistentes. A pesar de ello, el diazepam tiene un tiempo de acción mucho más duradero que el lorazepam, quien a su vez tiene un efecto anticonvulsivo más prolongado. La razón de ello es que el diazepam es altamente liposoluble pero tiene una gran afinidad proteica, por lo que su fracción no unida a las proteínas tiene un gran volumen de distribución, lo que se traduce en una duración de acción de solo 20-30 minutos en el estatus epiléptico. Por su parte, lorazepam tiene un volumen de distribución mucho menor lo que resulta en una acción más prolongada en el tratamiento de este mal. Lorazepam, en esos términos, tiene una acción superior al del diazepam, al menos en los estadios iniciales del tratamiento del estatus epiléptico. Otras benzodiazepinas anticonvulsivas incluyen el clobazam, clonazepam, clorazepato y el midazolam.
Cuando las benzodiazepinas fueron inicialmente presentadas, éstas fueron adoptadas con entusiasmo para el tratamiento de todo tipo de epilepsias. Sin embargo, con el uso continuo, la somnolencia y tolerancia se transformaron en un problema y ninguna es considerada hoy en día como elección de primera línea para el tratamiento de la epilepsia a largo plazo.
El clobazam es ampliamente administrado y recetado en clínicas especializadas en epilepsia alrededor del mundo, y el clonazepam es popular en Francia.
En el Reino Unido tanto el clobazam como el clonazepam son elecciones de segunda línea para el tratamiento de muchas formas de epilepsia.
El clobazam también tiene un papel útil en la profilaxis de convulsiones a muy corto plazo y en la epilepsia catamenial.
La interrupción después del consumo a largo plazo por epilepsia requiere un cuidado especial debido al riesgo de las convulsiones de rebote. Por lo tanto la dosis es lentamente reducida por un periodo de seis meses o más.

### Ansiolíticos
Las benzodiazepinas poseen propiedades ansiolíticas y pueden ser usados para el manejo temporal de la ansiedad severa. Las benzodiazepinas, por lo general, se administran por vía oral, aunque se pueden administrar por vía intravenosa durante un ataque de pánico. Un panel internacional de expertos en la farmacoterapia de la ansiedad y la depresión definieron al uso de las benzodiazepinas, especialmente en combinación con antidepresivos, como los principales fármacos en la terapia de los trastornos de la ansiedad.
Sin embargo, las benzodiazepinas pese a que consiguen aliviar los síntomas en la mayoría de los individuos, es recomendable que sean usadas solo por periodos cortos de 2 a 4 semanas debido al riesgo de generar tolerancia y dependencia y su falta de efectividad a largo plazo. Las benzodiazepinas comparadas con otros tratamientos farmacológicos, tienen el doble de posibilidades de causar tras su discontinuación una recaída de la condición subyacente.
Para el tratamiento del trastorno de ansiedad generalizada se recomienda terapias psicológicas y otras terapias farmacológicas. Los antidepresivos tienen una mayor tasa de remisión y son —en general— seguros y efectivos a corto y largo plazo.
A pesar del incrementado enfoque en el uso de antidepresivos y otros agentes en el tratamiento de la ansiedad, las benzodiazepinas permanecen como los principales ansiolíticos en farmacoterapia debido a su eficacia, inicio rápido de acciones terapéuticas y el perfil generalmente más favorable de efectos colaterales. Los patrones en el tratamiento de los medicamentos psicotrópicos se han mantenido estables por más de una década, siendo las benzodiazepinas las más usadas en el trastorno del pánico, pese a las recomendaciones de usar en su lugar antidepresivos inhibidores selectivos de la recaptación de serotonina (ISRS). Algunos benzodiazepinas usados como ansiolíticos son el alprazolam, bromazepam, clordiazepoxido, clonazepam, clorazepato, diazepam, lorazepam, medazepam, nordazepam, oxazepam y el prazepam.

### Insomnio
Las benzodiazepinas pueden ser útiles para el tratamiento a corto plazo del insomnio. Su uso está recomendado solo para un periodo de dos a cuatro semanas por el riesgo de generar dependencia. Las benzodiazepinas son tomadas preferentemente de modo intermitente a la menor dosis posible que sea efectiva. Las benzodiazepinas mejoran los problemas relacionados con el sueño acortando el tiempo necesario para quedarse dormido, prolongando el tiempo que se duerme y en general reduciendo el desvelo. Sin embargo, empeoran la calidad del sueño incrementando el sueño ligero y disminuyendo el sueño profundo. Otra desventaja de los hipnóticos —incluyendo las benzodiazepinas— es la posible tolerancia a sus efectos, insomnio de rebote, reducción del sueño de onda lenta y el hecho que su abstinencia está caracterizada por el insomnio de rebote y un periodo prolongado de ansiedad y agitación.
No está claro si los nuevos hipnóticos análogos de benzodiazepinas o «Fármacos Z» son mejores que las benzodiazepinas de acción corta. La eficacia de estos dos grupos de medicamentos es similar.
De acuerdo con la Agency for Healthcare Research and Quality de Estados Unidos, la comparación indirecta indica que los efectos colaterales de las benzodiazepinas pueden llegar a ser el doble de frecuentes que el de los análogos de benzodiazepinas
Esto podría indicar que es preferible el uso de los análogos de las benzodiazepinas en el tratamiento de primera línea y a largo plazo del insomnio. Sin embargo, el National Institute for Health and Clinical Excellence del Reino Unido, no encontró ninguna evidencia convincente a favor de los «Fármacos Z». En la revisión de este instituto se indicó que los «Fármacos Z» de acción corta fueron comparados inapropiadamente con benzodiazepinas de efecto prolongado en los ensayos clínicos. No hubo ensayos clínicos que comparen los «Fármacos Z» de corta acción con las dosis apropiadas de benzodiazepinas de corta acción. Con esta información, el mismo instituto recomienda la selección del hipnótico basándose en el precio y la preferencia del paciente.
Ya ha sido argumentado que el uso a largo plazo de hipnóticos y el exceso de prescripción de estos fármacos representa un riesgo no justificado —especialmente en los mayores— y que es dañino para la salud pública en general.

### Uso previo a la cirugía
Se pueden aprovechar los efectos de las benzodiazepinas antes de los procedimientos quirúrgicos, especialmente en quienes se presenten con ansiedad. Por lo general, se administran un par de horas antes de la cirugía, produciendo alivio de la ansiedad y también produciendo amnesia ayudando a olvidar la incomodidad previa a la operación.
Las benzodiazepinas son usadas en pacientes con fobia dental —temor a los dentistas— en procedimientos oftalmológicos como cirugía refractiva; aunque este uso es controvertido y solo recomendado para aquellos que padecen una ansiedad severa.
Para este uso es comúnmente prescrito midazolam por su fuerte acción sedante y rápida recuperación, también por su solubilidad en agua la cual reduce el dolor de la inyección. A veces también es usado diazepam o lorazepam. El lorazepam es especialmente eficaz para provocar amnesia y se lo suele usar con este fin.

### Usos en cuidados intensivos
Las benzodiazepinas pueden resultar muy útiles en pacientes en la unidad de cuidados intensivos que estén recibiendo respiración artificial o aquellos con dolor o muy tensos. Se debe tener precaución en estos casos debido a la posibilidad de depresión respiratoria y es recomendable tener disponible instalaciones para el tratamiento de sobredosis de benzodiazepinas.

### Usos en la población anciana
En muchos casos, los antipsicóticos y las benzodiazepinas son prescritos a los institucionalizados en residencias de ancianos, careciendo de una indicación adecuada para su consumo. El consumo de benzodiazepinas en mayores ha sido vinculado a un mayor riesgo de caídas y un estudio reciente estableció que hay un riesgo 1.5 veces mayor de rotura de caderas entre sus consumidores. Los pacientes mayores de 65 años que comienzan a tomar benzodiazepinas pueden tener más riesgo de desarrollar demencia.

### Dependencia alcohólica
Se ha demostrado que las benzodiazepinas son seguras y efectivas para el tratamiento de los síntomas del síndrome de abstinencia alcohólica. Se emplea una u otra benzodiazepina según su farmacocinética. Las benzodiazepinas más frecuentemente usadas para el manejo de la detoxificación alcohólica son el diazepam y el clordiazepóxido, dos agentes de acción duradera y el lorazepam y oxazepam, de acción intermedia. El diazepam y clordiazepóxido hace que la detoxificación sea más tolerable y se espera que los síntomas de abstinencia no aparezcan. Los agentes de acción intermedia tienen excelentes resultados. En el alcoholismo no complicado la primera línea de tratamiento es el clordiazepóxido, mientras que el oxazepam es el más frecuentemente usado para casos de síntomas de abstinencia más severos y en pacientes que metabolizan los medicamentos con más dificultad, como los pacientes ancianos y quienes tengan cirrosis hepática. El lorazepam es la única benzodiazepina con absorción intramuscular conocida en casos que se requiera y es el más efectivo en prevenir y controlar las epilepsias. El fenazepam también se usa en estos casos con excelentes resultados. Los hipnóticos y ansiolíticos de mayor potencia como alprazolam están contraindicados en casos de alcoholismo debido a su capacidad mayor de dependencia.

### Trastornos musculares
Las benzodiazepinas son conocidas por ser fuertes relajantes musculares por lo que son útiles en el control de espasmos, aunque a menudo se desarrolla tolerancia a sus efectos relajantes. A veces son usados como alternativa a las benzodiazepinas el Baclofeno o la tizanidina. Se descubrió que la tizanidina tiene mayor tolerancia comparado con el diazepam y el baclofeno.

### Manía aguda
Los episodios maníacos son estados anímicos anómalos, constituyendo una de las fases del trastorno bipolar. Las benzodiazepinas pueden ser útiles en el manejo a corto plazo de la manía aguda hasta que logren tener efecto el litio o neurolépticos. Las benzodiazepinas producen rápida tranquilización y sedación del individuo maniaco por lo que son una herramienta importante para estos pacientes. Tanto el clonazepam y el lorazepam son usados para estos tratamientos con algunas evidencias de que el clonazepam es superior en sus efectos anti-maníacos.

### Usos veterinarios
Al igual que en humanos, las benzodiazepinas se usan en una variedad de situaciones en la práctica veterinaria para el tratamiento de diversos trastornos animales. El midazolam y diazepam se usan por sus propiedades anestésicos en veterinaria en combinación con otros anestésicos generales como la ketamina. Ambas benzodiazepinas pueden ser usadas como un sedante ansiolítico para calmar la ansiedad y la agitación de un animal en el ambiente veterinario, incluyendo el transporte del animal. El diazepam ha demostrado tener propiedades tranquilizantes en varios animales con efectos miorrelajantes, reducción de estrés e inhibición de la agresión.
Las benzodiazepinas se usan también para el control de trastornos musculares en algunos animales. El diazepam se ha prescrito por veterinarios para el tratamiento y control de animales con tremores. Los corticosteroides y/o el diazepam son ambos efectivos en estos casos de temblores en pacientes veterinarios. El diazepam también se ha usado en el control de espasmos musculares resultantes del tétano en gatos. Las benzodiazepinas, incluyendo el diazepam, se usa en el tratamiento de varias formas de epilepsia en perros por motivo de sus propiedades anticonvulsionantes, especialmente en aliviar los síntomas en trastornos epilépticos en animales. Sin embargo, con el uso prolongado, las benzodiazepinas tienden a perder sus efectos anticonvulsionantes.
Algunos agonistas parciales del receptor benzodiazepínico han mostrado ser prometedores, no solo por su eficacia, sino por tener síntomas muy leves de abstinencia tan pronto se omite su uso, lo que podría hacerlos superiores a las benzodiazepinas en el tratamiento a largo plazo de la epilepsia en animales. El fenobarbital es el fármaco de elección y el bromuro de potasio en segundo lugar para el tratamiento de la epilepsia en perros y el diazepam se recomienda para el tratamiento no hospitalario de episodios convulsivos periódicos. EL lorazepam se ha usado como pre-medicamento antes de la anestesia general para producir relajación muscular adecuada previa a cirugías veterinarias.
El midazolam puede también ser usado junto con otros medicamentos para la sedación y captura de animales salvajes.

## Fines no terapéuticos
Las benzodiazepinas se usan y abusan lúdicamente en la activación de las vías de gratificación dopaminérgicas del sistema nervioso central. Quienes abusan de las benzodiazepinas desarrollan un alto grado de tolerancia, así como subidas en escaladas de las dosis a niveles muy elevadas. El uso a largo plazo de las benzodiazepinas tiene el potencial de crear dependencia física y psicológica y añade un riesgo de serios síntomas de abstinencia. La tolerancia y la dependencia de las benzodiazepinas se crea con rapidez entre los usuarios de estos medicamentos, demostrando síntomas de abstinencia de las benzodiazepinas en tan solo 3 semanas de uso continuo.
Algunas de las benzodiazepinas más abusadas son el flunitrazepam, también conocida como "droga de la violación", cuya venta fue prohibida en Estados Unidos. El temazepam es otra benzodiazepina consumida de forma recreativa, más aún por vía intravenosa, pudiendo causar complicaciones como abscesos, celulitis, tromboflebitis, trombosis venosa profunda, infección de virus de la hepatitis B y la C, infección por VIH, sobredosis y gangrena. El nimetazepam es frecuentemente usado también en Asia por consumidores de estimulantes para aplacar los efectos de su abstinencia. En Estados Unidos actualmente la benzodiazepina más consumida es el alprazolam (de nombre comercial Xanax). En otras partes del mundo el diazepam (de nombre comercial Valium) es la benzodiazepina que más predomina en el abuso a sedantes.
Las benzodiazepinas se usan también ampliamente entre usuarios de las anfetaminas y aquellos que abusan de esta combinación tienen niveles más elevados de trastornos mentales, deterioro social y salud generalmente pobre. Quienes se inyectan benzodiazepinas tienen una probabilidad 4 veces mayor de compartir sus jeringas que quienes se inyectan drogas no-benzodiazepínicas. Se ha concluido en varios estudios que las benzodiazepinas causan mayor riesgo de disfunción psicosocial entre sus usuarios. Aquellos que usan estimulantes y fármacos depresivos reportan con mayor frecuencia reacciones a los estimulantes y de haber sido tratados por problemas relacionados con los estimulantes que los depresivos.
Una vez que se haya establecido una dependencia medicamentosa, el clínico tiende a establecer el consumo diario promedio de benzodiazepinas por el usuario y convertir al paciente a una dosis equivalente de diazepam antes de comenzar el programa gradual de reducción, comenzando con reducciones de aproximadamente 2 mg. No se recomienda añadir otras drogas como antidepresivos como la buspirona, bloqueantes de los receptores beta y carbamazepina, a menos que haya una indicación específica para su uso.

## Clasificación según su vida media
- Prolongada: 40-200 h.

- Clobazam
- Clobazepam
- Clorazepato.
- Clordiazepóxido.
- Diazepam.
- Flurazepam.
- Medazepam.
- Pinazepam.
- Prazepam.

- Intermedia: 20-40 h.

- Clonazepam
- Bromazepam.
- Flunitrazepam.
- Nitracepam.

- Corta: 5-20 h.

- Alprazolam.
- Lormetazepam.
- Lorazepam.
- Midazolam.
- Oxacepam.
- Clotiazepam.

- Reducida: 1-1,5 h.

- B-rotizolam.
- N-fidazolain.

## Criminología
En un estudio sobre el uso de benzodiazepinas en una muestra de población australiana (n=12.835), mayoritariamente masculina, detenida por la policía durante el periodo 1999-2005 en varias ciudades de Australia, el 43 % no presentó consumo de anfetaminas, heroína, ni benzodiazepinas ilegales (sin prescripción facultativa), drogas y fármacos consumidos de forma tanto aislada como combinada. El 82 % de los integrantes de la muestra no tuvo ningún consumo de benzodiazepinas en los 12 meses anteriores a la detención.
El 15 % de los detenidos presentó consumo ilegal de benzodiazepinas: en su mayor parte consumidores también de anfetaminas y heroína (8 %), pero también consumidores exclusivos de benzodiazepinas (1 %). "Comparados con otros, estos usuarios de benzodiazepinas —tanto legales como ilegales— fueron más propensos, durante los 30 días anteriores a la detención, a haber vivido en la calle, tuvieron menos trabajo a tiempo completo, o más propensión a recibir ingresos ilegales, mayor propensión al uso de heroína y/o metanfetaminas, y mayor probabilidad de haber sido arrestados o encarcelados durante el año previo".
En este estudio, las mujeres que toman benzodiazepinas reportan un mayor consumo de heroína que los hombres, mientras que los hombres que toman benzodiazepinas reportan con mayor frecuencia el uso concomitante de anfetamina. De los detenidos que reportan el uso de benzodiazepinas, uno de cada cinco se inyectó la sustancia. El interés en la forma inyectada se fundamenta en el aumento de riesgos asociados a esta práctica. Los principales problemas se relacionan con dependencia, el potencial de una sobredosis en combinación con opio y problemas de salud relacionados con el uso de jeringas.
En algunas jurisdicciones de Estados Unidos se informa de que el abuso de benzodiazepinas sobrepasa el del opio.
Las benzodiazepinas también han sido usadas por asesinos en serie, y por quienes presentan el trastorno llamado síndrome de Munchausen por poder. Las benzodiazepinas se han usado para facilitar un robo y violaciones, en cuyo caso con frecuencia se mezcla con comida o una bebida ingerida por la víctima. El flunitrazepam, temazepam, y el midazolam son las más comúnmente usadas para facilitar violaciones. El alprazolam ha sido utilizado en algunas ocasiones con el propósito de ejecutar actos de incesto y corrupción sexual de niñas y adolescentes. Sin embargo, el licor sigue siendo la sustancia más comúnmente involucrada en casos de violaciones asociadas con drogas. Aunque las benzodiazepinas y el etanol son las sustancias más frecuentes en abusos sexuales, el ácido gama-hidroxibutírico es otra droga potencialmente usada en violaciones por droga la cual ha recibido atención de los medios de comunicación.
Algunas benzodiazepinas, por encima del resto, se asocian a crímenes en especial si son ingeridas en combinación con licor. La potente benzodiazepina flunitrazepam, que tiene efectos amnésicos fuertes, puede causar que quienes abusen de su uso se vuelvan de «sangre fría» o despiadados y que se llenen de sentimientos de invencibilidad. Ello ha conllevado a actos de extrema violencia en contra de otros, con frecuencia dejando al atacante sin memoria de lo ocurrido durante su estado inducido por el fármaco. Se ha propuesto que los actos criminales y violentos producidos bajo los efectos de las benzodiazepinas pueden estar relacionados con niveles bajos de serotonina por medio de efectos GABAérgicos. Se ha implicado al flunitrazepam en casos de asesinos en serie que ejercen actos de tremenda violencia quienes presentan luego amnesia anterógrada. Un estudio de psiquiatría forénsica demostró que quienes abusaban de flunitrazepam para el momento de sus crímenes mostraron violencia extrema, carecían la capacidad de pensar con claridad y experimentaron una pérdida de empatía por sus víctimas. Se encontró en el estudio que el abuso del licor y otras drogas en combinación con el flunitrazepam empeoraba la situación. Su comportamiento bajo la influencia de flunitrazepam se oponía al estado psicológico normal del individuo.

## Efectos adversos
Sus efectos adeversos se relacionan principalmente en situaciones indeseadas en la terapéutica.
Los efectos secundarios más frecuentes que pueden aparecer con el uso o administración de benzodiazepinas incluyen:
- Somnolencia
- Vértigo
- Malestar estomacal
- Visión borrosa y otros cambios en la visión
- Dolor de cabeza
- Confusión
- Depresión
- Trastornos de la coordinación
- Trastornos del ritmo cardíaco
- Temblor
- Debilidad
- Amnesia anterógrada
- Efecto resaca (tambaleos)
- Sueños inusuales o pesadillas
- Dolor de pecho
- Ictericia
- Reacciones paradójicas[86]
- Tolerancia cruzada (Alcohol)

Entre los efectos secundarios raros se encuentran.
- Sonambulismo (En pacientes con insomnio tratados con zollipen)
- Muerte (cuando son dosis elevadas, mezcladas con etanol, depresores del SNC, analgésicos opioides o antidepresivos tricíclicos)

### Reacciones paradójicas

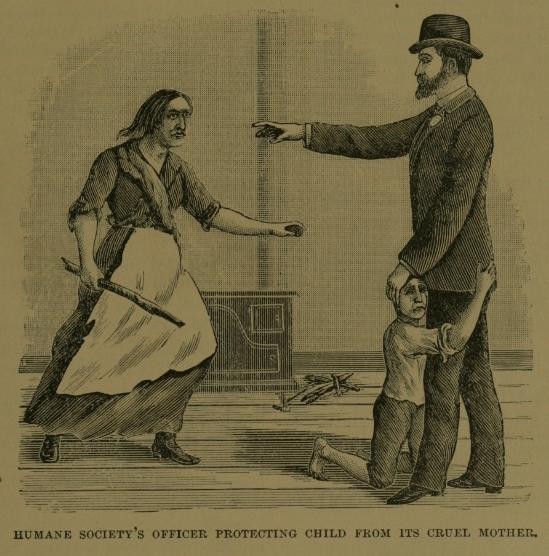
Los efectos tranquilizantes de las benzodiazepinas pueden ser sobrepuestos por reacciones violentas y agresivas en ciertas personas susceptibles.

En algunos pacientes, las benzodiazepinas pueden causar excitación paradójica, incluso con aumento de la irritabilidad y tendencia a la hostilidad. Estas reacciones ocurren de manera secundaria a la desinhibición de tendencias conductuales usualmente limitadas por restricciones sociales, como suele ocurrir también con el uso del alcohol. Este tipo de reacción es más frecuente en niños, pero también ocurre en ancianos y pacientes con trastornos del desarrollo.
Se han percibido cambios en la conducta como resultado de la administración de benzodiazepinas, incluyendo manía, esquizofrenia, enojo, impulsividad e hipomanía. Aquellos individuos con trastorno límite de la personalidad parecen tener un riesgo mayor de tener trastornos psiquiátricos y de conducta severos al tomar benzodiazepinas. Pueden darse arranques violentos con el consumo de benzodiazepinas, en particular si se combinan con el licor. Aquellos que abusan de estos fármacos y los pacientes con terapias de altas dosis pueden tener un mayor riesgo de reacciones paradójicas a las benzodiazepinas. Las reacciones paradójicas pueden ocurrir en cualquier individuo al inicio del tratamiento, de modo que se acostumbra un monitoreo basado en la probabilidad de la aparición de ansiedad o pensamientos suicidas. La reacción paradójica puede ser más leve, haciendo que la persona se torne habladora y emocionalmente abierta en sus relatos hablados.
Al usar a las benzodiazepinas como terapia coadyuvante de la epilepsia, por lo general se requiere un ajuste de la dosificación del agente primario. La administración concomitante de benzodiazepinas con otros anticonvulsivos puede precipitar un incremento en ciertas actividades epilépticas, específicamente las convulsiones tónico-clónicas.
En una carta a la British Medical Journal, se informó de que una alta proporción de padres referidos por amenazas o acciones de abuso y maltrato infantil habían estado consumiendo fármacos, a menudo combinaciones de benzodiazepinas con antidepresivos tricíclicos. Varias madres describieron que en vez de sentirse con menos ansiedad o depresión, se volvieron hostiles y abiertamente agresivas en contra de sus niños y otros familiares durante el uso de tranquilizantes. El autor de la carta advirtió que ciertos ataques o estrés ambiental o sociales, tales como la dificultad de lidiar con el llanto de un bebé, combinado con el efecto de los tranquilizantes, podía precipitar la aparición de eventos de abuso infantil.
Estas reacciones paradójicas de furia por el uso de tranquilizantes benzodiazepínicos puede deberse al deterioro parcial de la conciencia, lo que genera estos comportamientos automáticos, amnesia de fijación y agresividad por la desinhibición con un posible papel jugado por ciertos mecanismos serotoninérgicos.
No se conocen aún los mecanismos fisiopatológicos bajo estas reacciones, sin embargo se sabe que los individuos jóvenes y los de edad avanzada están a mayor riesgo, así como personas con hábitos alcohólicos y con trastornos psiquiátricos y de personalidad. Se ha reportado incluso una variabilidad genética en los receptores benzodiazepínicos GABA que puede contribuir a las respuestas farmacodinámicas inestables.

## Sobredosis
La sobredosis de benzodiazepinas, en particular cuando se combinan con licor u opio, puede llevar a un estado de coma. El antídoto para todas las benzodiazepinas es el flumazenilo, un antagonista de las benzodiazepinas, el cual, ocasionalmente, se usa de modo empírico en pacientes que se presentan a una sala de emergencia por pérdida de la consciencia inexplicada. Siempre se prefiere el manejo de medidas de soporte antes de instalar un tratamiento antagonista de benzodiazepinas para proteger al paciente tanto de los efectos de la abstinencia como de posibles complicaciones por el uso simultáneo de compuestos farmacéuticos no relacionados químicamente. Para ello se debe hacer, con el adecuado escrutinio, una determinación de una posible sobredosis deliberada, tomando previsiones para evitar daños adicionales por parte del individuo.
El flumazenil debe ser administrado por personal médico entrenado para ello, pues el uso adecuado en situaciones de sobredosis puede reducir la probabilidad de que el paciente sea admitido a una unidad de cuidados intensivos.[cita requerida] Sin embargo, se debe tomar precauciones en el uso del flumazenil, teniendo en cuenta que el individuo puede tener una sobredosis mixta de varias sustancias, cuyos antídotos pueden tener su propio listado de interacciones medicamentosas adversas.
Los pacientes en quienes se sospecha una sobredosis por benzodiazepinas y que muestran deficiencia en su nivel de consciencia y depresión respiratoria y que lo más probable es que requieran una intubación endotraqueal junto con una posible admisión a cuidados intensivos, deben ser quienes se consideren candidatos para el flumazenil para evitar la intubación y la ventilación artificial. La decisión de administrar flumazenil a un paciente sospechoso de una sobredosis de benzodiazepinas debe ser hecha seguida de una evaluación clínica comprehensiva, incluyendo un examen físico y evaluaciones bioquímicas del estado respiratorio del paciente y su capacidad de proteger, sin auxilio artificial, sus propias vías aéreas.
El flumazenil no debe ser usado en pacientes en quienes se sospeche o se conozca uso de fármacos proconvulsionantes como los antidepresivos tricíclicos y en pacientes con antecedentes de epilepsia. El flumazenil tampoco debe ser usado en pacientes con dependencia física a las benzodiazepinas, por razón de que el flumazenil provocará, por lo general, un síndrome de abstinencia agudo al reemplazar el ligando del receptor benzodiazepínico, potencialmente produciendo el inicio de convulsiones severas. El flumazenil debe ser administrado de manera lenta y cuidadosa para evitar reacciones adversas asociadas a su uso. Se debe administrar la dosis eficaz mínima de este medicamento para evitar sus efectos psicológicos indeseables y para prevenir la aparición de efectos secundarios potencialmente graves. Algunos pacientes pueden despertar de manera agitada después de la administración de flumazenil y puede que intenten retirarse del servicio de salud donde se les está administrando el tratamiento. El uso de flumazenil debe ser restringido a centros asistenciales dotados con equipos de resucitación completa y accesibilidad inmediata.
La sobredosis de benzodiazepinas puede ser un evento intencional, accidental o iatrogénico. El tratamiento inicial, así como su diagnóstico correcto, pueden ocurrir simultáneamente con la administración de un bolo inyectado de flumazenil en el rango de 0,1 a 0,3 mg. Estas dosis son generalmente bien toleradas y efectivas para diagnosticar y tratar la sobredosis por benzodiazepinas. Muchas benzodiazepinas son de acción más prolongada que flumazenil, por lo que existe un riesgo importante de recaída con la aparición de coma y depresión respiratoria a medida que seden los efectos del flumazenil. Dependiendo de la condición clínica, puede que sea necesaria la administración de dosis adicionales de flumazenil o una infusión de 0,3-0,5 mg por cada hora. En recién nacidos y niños pequeños, el flumazenil intravenoso de 10-20 microgramos tres veces al día (u otra dosificación si se es requerida) tiende a ser una dosis efectiva para las sobredosis con benzodiazepinas. Para las terapias de larga duración, la vía rectal puede ser una medida alternativa.
El flumazenil puede precipitar la aparición de convulsiones en pacientes con sobredosis mixta de carbamazepina y antidepresivos tricíclicos, aunque estos y otras complicaciones pueden ser evitadas si se administran dosis titradas de flumazenil. Por ello, el flumazenil es un medicamento relativamente seguro y efectivo en el tratamiento de sobredosis con benzodiazepinas.
Algunas investigaciones sugieren que el temazepam puede estar asociado a una tasa de mortalidad mayor que otras benzodiazepinas. Temazepam produce mayor sedación que otras benzodiazepinas en situaciones de sobredosis, por lo que se piensa que el temazepan, en situaciones de sobredosis, tenga una mayor toxicidad que otras benzodiazepinas.
Si no se cuenta con el flumazenil, la medicación alternativa que puede utilizarse es la aminofilina.